# V.

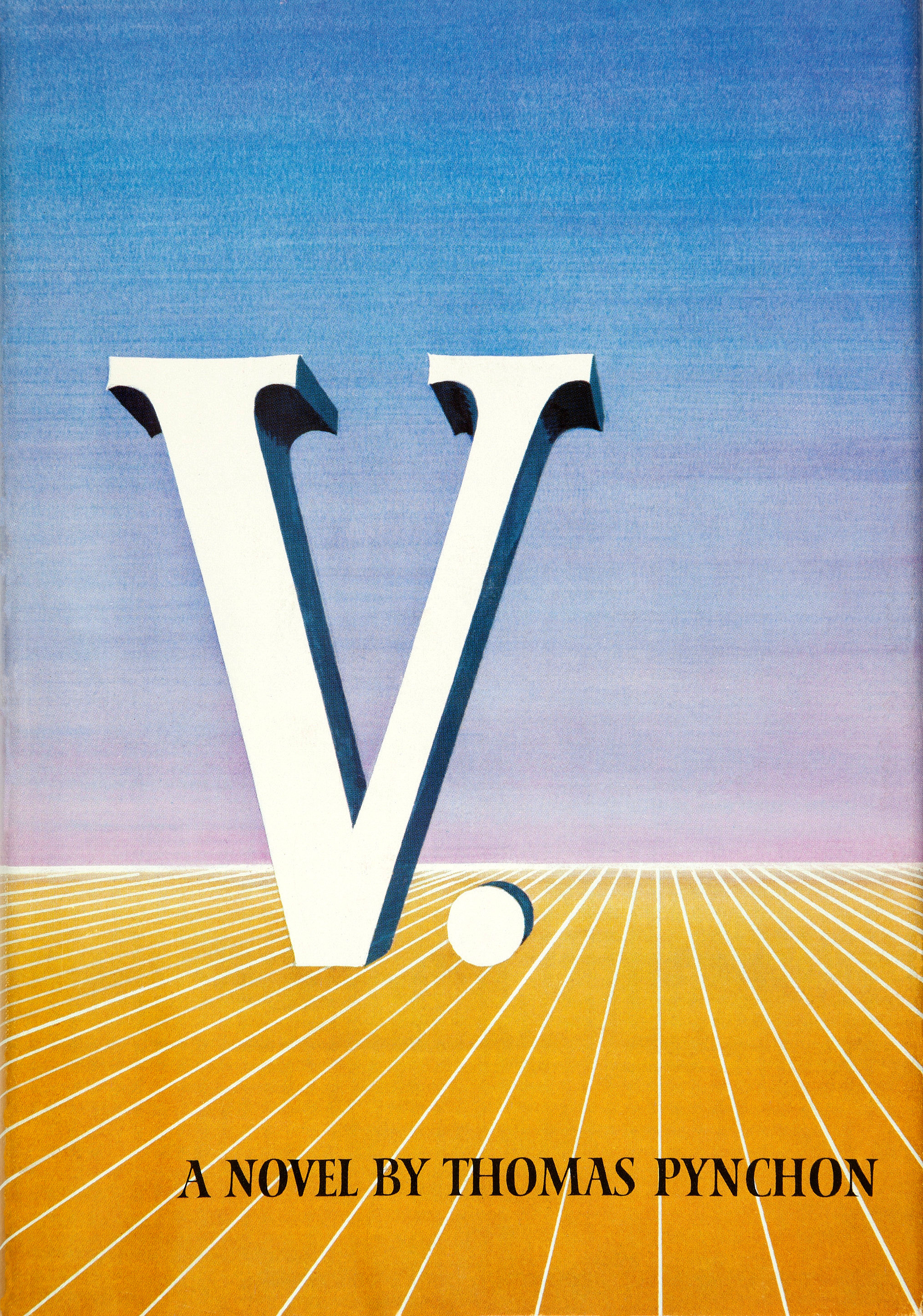
初版の表紙

『V.』（ブイ）は、トマス・ピンチョンによる処女長編小説。メタフィクション。1963年発表。フォークナー賞を受けるが、ピンチョンはマスコミを避けて遠くの山までバスで逃げだしたという。通常ポストモダン文学に分類されるものの、あらゆる分類を拒否するような複雑怪奇な物語はいかなる形容も困難である。

## 物語
物語には大きく分けて二つのパートが交互に出現する。
一つは現代（1955年 - 1956年）のニューヨークを舞台とした、元水兵の放浪者ベニー・プロフェインのアンチヒーロー物語である。彼は非人間的な「物」の一切と相容れることができず、また数多くの女性と関係を持つが常に女性の向こう側にみえる「物」性を恐れている。このパートは過去から未来へと進行する伝統的な小説形態を取り、また文体的にも特筆すべき部分はない。しかし物語に筋らしい筋はなく、コミック的に誇張され混沌とした現代風景がひたすら進行していく。
もう一つはハーバード・ステンシル（彼自身はプロフェインと同時制の人物）が収集した「Vの女」についての順不同の挿話群である。Vは歴史の影の存在として目されており、エジプト・カイロのヴィクトリア、極南の地ヴェイシュー、ヴェネズエラ人の暴動計画、「ヴィーナスの誕生」略奪事件、マルタ島のヴェロニカなど、Vのイニシャルを共通項とし「女性性」「破壊的な力」「人工世界の侵攻」などのイメージをまとって出現する。しかし読者が確定した事実と判断できるのは、父シドニー・ステンシルがVの女についての記述を手帳に残したというステンシル自身の語りと、父が死の直前にVの女と再会したという（ステンシルが入手していない）過去時制の物語だけであり、それ以外はステンシルが入手した情報に彼自身の想像・妄想が入り交じった真偽不明の断片に過ぎない。ただし、過去の物語との統合性から全ての情報が部分的には真実であることを示しており、単なる幻視の物語として受け流すことも許されない。このパートは文体的にも「スパイ小説」「告白小説」「ゴシック小説（「ソドム百二十日あるいは淫蕩学校」のパロディ）」など多様な技法を用いて記述されている。

## 背景知識
この作品にはあらゆる領域の情報が利用されているが、中心となる概念としてサイバネティクスと（情報理論の）エントロピーが挙げられる。
正しいとも正しくないとも判定不能な物語群は、すなわち情報エントロピーの最大化の方向へと進行している。そしてそのような小説自体が一種の情報であると同時に「情報についての物語」をも構成し、読者を真偽に関するフィードバックのループへと巻き込んでいく。しかも小説は歴史的事実を語ると同時に歴史的事実の捏造を行っているため、メタフィクショナルなループは現実をも侵食していることになる。

## Vという文字
表題でもある「V」という文字は、そこから連想されるあらゆる言葉 (vicious, veracius, verify, version, void,...) を表象すると同時に、このような真実と幻視のV字交差点という意味も併せ持つ自己導入、自己増殖的なものである（小説の見開きにはVの字の集合で作られた大きなVの字が描かれている）。物語の二重構造のうち、前者はステンシル、後者はプロフェインにほぼ相当し、両者の相互流入が小説内の情報の流れを産み出している。

## 他のピンチョン小説との関係
「ヴィヴァルディ作曲カズー笛協奏曲」なる偽作は、他のピンチョン小説にもたびたび顔を出す。プロフェインの友人ピッグ・ボーディンは『重力の虹』にも登場している。
『V.』に「全国にでたらめに散在する工場を有し、処理能力を上まわる政府契約を請負っている会社」として登場する「ヨーヨーダイン」は、『競売ナンバー49の叫び』で主人公エディパを遺言執行人に指名する元恋人ピアスが筆頭株主をつとめる会社としても登場する。